# اغفر لي هذه النزوة الطفولية (أغنية)

اغفر لي هذه النزوة الطفولية (بالفرنسية: Pardonne-moi ce caprice d'enfan)‏ (بالإنجليزية: Forgive me that childish vagar)‏ هي أغنية للمغنية الفرنسية ميراي ماتيو، والتي كانت ناجحة في صيف عام 1970، وظهرت في المركز 13 في بلجيكا. تم بيع ما بين 200000 و 400000 نسخة في ذلك العام في فرنسا.
ميراي ماتيو هي مغنية فرنسية من مواليد 22 يوليو 1946، إلى جانب كونها ناجحة في بلدها، أصبحت نجمة ولها مكانة دولية، وقامت بالتسجيل بعدة لغات، مما جعلها نجمة كبيرة في فرنسا وجميع أنحاء أوروبا بينما كان لها نجاحا كبيرا في أمريكا الشمالية والمكسيك. كانت أول مغنية غربية في التاريخ تقدم حفلات موسيقية في الصين.
ماتيو لم تتزوج وليس لديها أطفال، وعلى عكس العديد من المشاهير، ليس لديها وكيل دعاية، أو تشعر بالحاجة إلى عدم التعرض لحياتها الخاصة. وهي كاثوليكية متدينة وتواظب على حضور القداس الكاثوليكي مع عائلتها.

## كلمات الأغنية
إغفر لي تلك النزوة الطفولية Pardonne-moi ce caprice d'enfant
إغفر لي، عد كما كنا من قبل Pardonne-moi, reviens moi comme avant
أحبك كثيرًا ولا يمكنني العيش بدونك Je t'aime trop et je ne peux pas vivre sans toi
إغفر لي تلك النزوة الطفولية Pardonne-moi ce caprice d'enfant
إغفر لي، عد كما كنا من قبل Pardonne-moi, reviens moi comme avant
أحبك كثيرًا ولا يمكنني العيش بدونك Je t'aime trop et je ne peux pas vivre sans toi
لقد كان وقت «أنا أحبك» "C'était le temps des "je t'aime
عاش كلانا بسعادة في أحلامنا Nous deux on vivait heureux dans nos rêves
لقد كان وقت «أنا أحبك» "C'était le temps des "je t'aime
ثم أردت أن أحلق بجناحي Et puis j'ai voulu voler de mes ailes
أردت أن أعيش حبًا آخر Je voulais vivre d'autres amours
آخر يقول «أحبك»، آخر يقول «إلى الأبد» "D'autres "je t'aime", d'autres "toujours
لكنك أنت الذي حلمت به في الليل Mais c'est de toi que je rêvais la nuit
ياحبيبي Mon amour
إغفر لي تلك النزوة الطفولية Pardonne-moi ce caprice d'enfant
إغفر لي، عد كما كنا من قبل Pardonne-moi, reviens moi comme avant
أحبك كثيرًا ولا يمكنني العيش بدونك Je t'aime trop et je ne peux pas vivre sans toi
كنت أريد أن أعرف C'était vouloir et connaître
كل الحياة، ربما بسرعة كبيرة Tout de la vie, trop vite peut-être
كنت أستكشف الحياة C'était découvrir la vie
بأحزانها وأفراحها وجنونها Avec ses peines, ses joies, ses folies
أردت أن أعيش مثل الوقت Je voulais vivre comme le temps
أتبع ساعاتي، أعيش في الوقت الحاضر Suivre mes heures, vivre au présent
كلما عشت أكثر، أحببتك بحنان أكثر Plus je vivais, plus encore je t'aimais tendrement
إغفر لي تلك النزوة الطفولية Pardonne-moi ce caprice d'enfant
إغفر لي، عد كما كنا من قبل Pardonne-moi, reviens moi comme avant
أحبك كثيرًا ولا يمكنني العيش بدونك Je t'aime trop et je ne peux pas vivre sans toi

## وصلات خارجية
https://www.youtube.com/watch?v=tZ31XqtW8Lk اغفر لي هذه النزوة الطفولية (أغنية)
http://www.mireillemathieu.com/biography/?lang=en اغفر لي هذه النزوة الطفولية (أغنية)